# Sion (keresztnév)
A Sion héber eredetű férfinév, jelentése: napsütötte hely; erősség, vár; száraz hegyvidék.

## Névnapok
- január 5.
- február 18.
- április 24.
- május 16.
- május 24.
- október 28.

## További keresztnevek
- Magyar névnapok listája dátum szerint
- Magyar névnapok listája betűrendben